# Rob Ford
Robert Bruce "Rob" Ford, född 28 maj 1969 i Etobicoke i Toronto i Ontario, död 22 mars 2016 i Toronto, var en kanadensisk politiker (oberoende) och affärsman. Han var Torontos 64:e borgmästare 2010–2014. Hans tid som borgmästare kantades av en rad skandaler, bland annat när det framkom att han hade rökt crack.
Doug Ford som efter Rob Fords död blivit Ontarios premiärminister är en äldre bror.